# Samson François
Samson Pascal François (Francoforte sul Meno, 18 maggio 1924 – Parigi, 22 ottobre 1970) è stato un pianista e compositore francese.

## Biografia
François nacque a Francoforte, dove suo padre lavorava al consolato francese. Sua madre, Rose, lo chiamò Samson, per la forza, e Pascal, per l'intelligenza. François scoprì il pianoforte all'età di due anni, e i suoi primi studi furono in Italia, con Pietro Mascagni, che lo incoraggiò a tenere il suo primo concerto all'età di sei anni.
Dopo aver studiato al Conservatorio di Nizza dal 1932 al 1935, dove vinse più volte il primo premio, François giunse all'attenzione di Alfred Cortot, che lo incoraggiò a trasferirsi a Parigi e a studiare con Yvonne Lefébure all'École Normale de Musique. Studiò anche pianoforte con Cortot (che secondo quanto riferito trovò che era quasi impossibile dargli lezioni) e armonia con Nadia Boulanger. Nel 1938 si trasferì al Conservatorio di Parigi per studiare con Marguerite Long, la decana degli insegnanti francesi dell'epoca. Vinse la sezione pianistica del Concorso inaugurale (1943) Marguerite Long-Jacques Thibaud.
Fu particolarmente ammirato per le sue esecuzioni di Chopin, Schumann, Debussy e Ravel. Molte di queste interpretazioni sono ora disponibili su compact disc. Nel 2012 le sue registrazioni di Debussy sono state premiate con il "Preis der Deutschen Schallplattenkritik". François era un appassionato fan di jazz, in particolare del pianista Bud Powell, che viveva e si esibiva a Parigi e sosteneva che il jazz influenzava il suo modo di suonare. Compose, tra le altre opere, un concerto per pianoforte e musiche di scena per film.
Sposò Josette Bahvsar e il loro figlio Maximilien nacque nel 1955. Maximilien, che pubblicò una biografia di suo padre nel 2002 (vedi bibliografia di seguito), morì nel Nuovo Messico l'11 ottobre 2013. Lo stile di vita stravagante, il bell'aspetto e il suo modo appassionato di suonare, ma estremamente disciplinato, gli ha conferito lo status di pianista cult. Ha avuto un attacco di cuore sul palcoscenico durante un concerto nel 1968. Solo due anni dopo è seguita la sua morte prematura.
Lo stesso François disse "non suonare mai semplicemente per suonare bene" e, in un'osservazione chiaramente ispirata alle sue influenze jazz, "Deve essere che non si abbia mai l'impressione di essere obbligati a suonare la nota successiva".